# Charles-Léopold Laurillard
Pour les articles homonymes, voir Laurillard.
Charles-Léopold Laurillard, né à Montbéliard le 21 janvier 1783 et mort le 27 janvier 1853 dans le 12e arrondissement de Paris, est un naturaliste français.

## Biographie

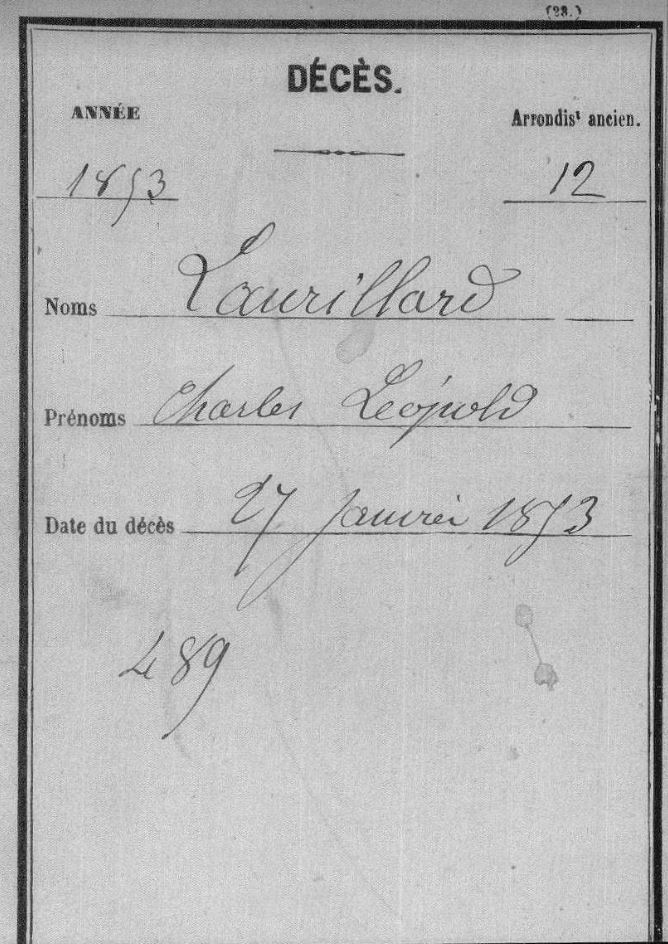
Acte de décès de Charles-Léopold Laurillard.

Son père meurt alors qu'il n'a que 13 ans, mais il parvient néanmoins à suivre des études. Il s'installe à Paris en 1804 et y exerce comme secrétaire, dessinateur et aide particulier de Georges Cuvier. Il devient garde du Cabinet d'anatomie comparée au Muséum d'histoire naturelle.
On lui doit les planches des Leçons d'anatomie comparée de Cuvier dont il publie la deuxième édition avec des compléments ainsi que celles des Recherches sur les ossements fossiles.
À sa mort, Cuvier le charge de publier son ouvrage sur l'anatomie comparée (1832).
Laurillard est l'auteur de nombreux articles de paléontologie dans le Dictionnaire d'histoire naturelle de Charles d'Orbigny.